# Blindman
Blindman è un film del 1971 diretto da Ferdinando Baldi e interpretato da Tony Anthony. Nella parte del suo antagonista c'è Ringo Starr, il famoso batterista dei Beatles che proprio in quell'anno hanno annunciato il loro scioglimento.

## Trama
Blindman, un pistolero cieco che usa il suo fucile anche come bastone o si fa guidare dalla coda del suo cavallo, viene ingaggiato per trasportare a Lost Creek un gruppo di 50 giovani donne che i minatori del luogo hanno comprato per corrispondenza come spose. Tuttavia, il suo socio Skunk lo inganna e vende le donne al bandito messicano Domingo e a suo fratello Candy, che a loro volta intendono venderle all'esercito locale. Con l'aiuto del suo cavallo, Blindman rintraccia le donne e chiede la loro restituzione a Domingo.
Quando Domingo fa cacciare Blindman, rapisce Candy e chiede le 50 donne come riscatto. Domingo apparentemente accetta, ma quando Blindman le carica su un treno diretto a nord, scopre che sono state sostituite da 50 donne anziane. Blindman cerca di nuovo Domingo, ma viene rinchiuso in una prigione con un generale messicano, anch'egli catturato. Lì viene torturato dalla sorella di Domingo, Sweet Mama, ma in seguito riesce ad aiutare il generale a fuggire, a cogliere di sorpresa il suo aguzzino e a tendere una trappola a Domingo. Affronta Domingo in un edificio cimiteriale buio come la pece; ora che nessuno dei due può vedere, può ucciderlo, mentre la banda del messicano viene eliminata dai soldati del generale.

## Distribuzione
Il film è stato distribuito anche con il titolo alternativo Il cieco.